# 訪日誘客支援空港
訪日誘客支援空港（ほうにちゆうきゃくしえんくうこう）は、日本の空港において、地方公共団体が行う訪日客誘致や国際線就航促進等の取り組みを国土交通省が認定し、同省が着陸料や施設整備等を支援する制度である。

## 概要
本制度の認定を受けた空港は、認定以前の誘致実績や計画の進捗状況等により、拡大支援型・継続支援型・育成支援型の3種に分類される。拡大支援型は、着陸料の割引・補助、新規就航時の経費補助、空港ターミナルビル等の施設整備補助、CIQ施設整備補助等の支援を受けることができる。継続支援型・育成支援型は空港ターミナルビル等の施設整備補助を受けることができるが、拡大支援型が優先となる。
認定基準は2017年（平成29年）2月27日に開催された第1回訪日誘客支援空港の認定等に関する懇談会（座長竹内健蔵東京女子大学教授）で策定、募集は3月15日から4月21日にかけて行われ、懇談会によるヒアリング・採点を経て、同年7月4日に認定空港が発表された。認定空港の内訳は、拡大支援型19空港、継続支援型6空港、育成支援型2空港の計27空港。

## 認定空港
認定された空港は以下の通り。
拡大支援型
- 静岡空港
- 仙台空港
- 熊本空港
- 茨城空港
- 北海道6空港
  - 稚内空港
  - 釧路空港
  - 函館空港
  - 女満別空港
  - 帯広空港
  - 旭川空港
- 高松空港
- 広島空港
- 北九州空港
- 米子空港
- 佐賀空港
- 新潟空港
- 小松空港
- 青森空港
- 徳島空港
- 鹿児島空港
- 南紀白浜空港
- 岡山空港
- 山口宇部空港
- 松山空港

継続支援型
- 長崎空港
- 那覇空港
- 大分空港
- 宮崎空港
- 福島空港
- 花巻空港

育成支援型
- 松本空港
- 下地島空港